# 삼손과 데릴라 (오페라)
〈삼손과 데릴라〉(프랑스어: Samson et Dalila)는 카미유 생상스가 작곡한 3막의 그랜드 오페라이다. 성경의 삼손과 데릴라 이야기를 기초로 페르디낭 르메르가 프랑스어 대본을 작성하였다. 1877년 12월 2일 바이마르의 독일 국립극장에서 독일어로 번안되어 초연되었다.

## 작품 배경
구약성경 사사기 13장에 나오는 '삼손'이라는 인물을 배경으로 하여 만들어진 작품이다. 사사기 13장 ~ 16장에는 삼손의 태어남부터 죽음까지 기록되어 있다. 그중에서도 이 오페라는 16장에 나오는 여인 '데릴라'와의 이야기를 주제로 하고 있다.

## 등장인물
| 배역                       | 성악 부분    | 초연, 1877년 12월 2일 (Eduard Lassen) |
| -------------------------- | ------------ | ------------------------------------- |
| 삼손                       | 테너         | Franz Ferenczy                        |
| 아비메레크, satrap of Gaza | 베이스       |                                       |
| 다곤의 대사제              | 바리톤       | M. Milde                              |
| 첫 번째 블레셋 사람        | 테너         |                                       |
| 두 번째 블레셋 사람        | 베이스       |                                       |
| 블레셋 전달자              | 테너         |                                       |
| 데릴라                     | 메조소프라노 | Auguste von Müller                    |
| 나이든 히브루인            | 베이스       |                                       |
| 히브루인, 블레셋 사람들    |              |                                       |

## 줄거리
- 기원전 1150년경 팔레스티나의 수도 가자

### 1막
- 가자의 광장

### 2막
- 솔레크 계곡에 있는 데릴라의 집

### 3막
- 1장: 가자의 거리
- 2장: 다곤의 신전 앞

## 유명한 아리아
- 내 사랑! 연약한 내 마음에 힘을 주오 Amour! viens aider ma faiblesse (메조소프라노)
- 그대 음성에 내 마음 열리고 Mon coeur s'ouvre a ta voix (메조소프라노)
- 눈을 뜨는 봄 Printempsqui commence(메조소프라노)

## 유명한 악곡
- 바카날레의 춤(Danse Bacchanale)(3막 2장 중)

## 악기 편성
- 목관악기: 플루트3(제3은 피콜로를 같이 연주), 오보에2, 잉글리시 호른, 클라리넷2, 베이스클라리넷, 바순2, 콘트라바순
- 금관악기: 호른4, 트럼펫2, 코넷2, 트롬본3, 오피클레이드2, 베이스튜바
- 타악기: 팀파니3, 큰북, 심벌즈, 트라이앵글, 글로켄슈필, 캐스터네츠, 크로탈, 탬버린, 탐탐
- 현악기: 하프2, 현악 5부